# Actiones adiecticia qualitatis
Le Actiones adiecticiae qualitatis erano una serie di actiones concesse ad alcuni sottoposti (quali filius familias o servus) di soggetti giuridici. Questi, compiendo negozi nella qualità di curatore degli interessi del dominus, o per suo conto, potevano imbattersi in forme di responsabilità.
Le azioni erano:
- actio exercitoria
- actio institoria
- actio tributoria
- actio quod iussu
- actio de peculio
- actio de in rem verso